# Join (SQL)
Join (SQL) – klauzula wykorzystywana do łączenia danych znajdujących się w różnych tabelach.

## Typy złączeń
Wyróżniamy następujące typy złączeń:
- Wewnętrzne (inner) - domyślny typ złączeń. Wyniki tych zapytań zawierają jedynie wiersze spełniające podany warunek.
  - Iloczyn kartezjański (Cross join)
  - Samozłączenie (Self Join)
  - Równozłączenie (Equi-join)
  - Naturalne (Natural Join)
  - Theta, nierównozłączenia (Theta Join)
  - Antyzłączenia (Anti join)
  - Częściowe (Semi Join)

- Zewnętrzne (outer)
  - Left outer Join
  - Right outer Join
  - Full outer Join

Aby rozpocząć pracę z przykładami, zapoznajmy się z poniższymi tabelami, na podstawie których opisane są przykłady w dalszej części omawianego tematu.
| id_działu | nazwa            | adres                  |
| --------- | ---------------- | ---------------------- |
| 1         | Marketing        | Warszawa, Słoneczna 3  |
| 2         | Księgowość       | Warszawa, Słoneczna 3  |
| 3         | Administracja IT | Warszawa, Słoneczna 3a |
| 4         | Programiści      | Bydgoszcz, Kwiatowa 16 |

| id | imie   | nazwisko   | id_dzialu | pensja | projekt |
| -- | ------ | ---------- | --------- | ------ | ------- |
| 1  | Jan    | Kowalski   | 2         | 2600   |         |
| 2  | Adam   | Nowak      | 3         | 3100   | it1     |
| 3  | Halina | Szańska    | 4         | 5800   |         |
| 4  | Anna   | Ryś        | 3         | 3000   |         |
| 5  | Piotr  | Lis        | 4         | 5000   | p1      |
| 6  | Paweł  | Lis        | 4         | 5800   | p2      |
| 7  | Jan    | Nowikowski | 1         | 2200   | it1     |
| 8  | Adam   | Kot        | 4         | 5900   | p2      |

| p_id | szef_projektu | nazwa              | termin_oddania |
| ---- | ------------- | ------------------ | -------------- |
| it1  | 2             | Upgrade sprzętu    | 10.01.2009     |
| p1   | 5             | Program magazynowy | 1.08.2009      |
| p2   | 8             | Statistica         | 20.02.2009     |

| k_id | nazwa             | telefon           | prac_kontaktowy |
| ---- | ----------------- | ----------------- | --------------- |
| 1    | Acme S.A.         | 123-456-78-89     | 7               |
| 2    | Społem S.A.       | 333-444-55-66     | 5               |
| 3    | Józef Miałkowski  | 607-607-60-77     | 7               |
| 4    | Zenon Kruk        | (0-89) 545-03-43  |                 |
| 5    | Statics Sp.z o.o. | (0-22) 213-432-54 | 8               |

## Notacja JOIN ON
W tej notacji w wersji podstawowej wpisujemy tabele w klauzuli FROM według schematu tabela1
JOIN tabela2 ON (warunek złączenia). W zależności od typu złączeń część ON (...) może zostać
pominięta bądź zastąpiona wyrażeniem USING (warunek złączenia), słowo kluczowe JOIN może
zostać rozszerzone do np. CROSS JOIN.
Wszystkie modyfikacje tej notacji zostaną zaprezentowane przy okazji omawiania typów złączeń.
Generalna składnia jest następująca:
```
SELECT
 
tabela1
.
kolumna
,
tabela2
.
kolumna
,...

FROM
 
tabela1

[
CROSS
 
JOIN
 
tabela2
]

[
NATURAL
 
JOIN
 
tabela2
]

[
JOIN
 
tabela2
 
USING
 
(
nazwy_kolumn
)]

[
JOIN
 
tabela2

ON
 
(
tabela1
.
kolumna
 
=
 
tabela2
.
kolumna
)]

[
LEFT
|
RIGHT
|
FULL
 
OUTER
 
JOIN
 
tabela2

ON
 
(
tabela1
.
kolumna
 
=
 
tabela2
.
kolumna
)];

```

Np.
```
SELECT
 
p
.
nazwisko
 
as
 
Kierownik
,
 
p1
.
nazwa
,

p1
.
termin_oddania

FROM
 
pracownicy
 
p
 
JOIN
 
projekty
 
p1

ON
 
(
p
.
id
 
=
 
p1
.
szef_projektu
);

```

## Złączenie typu INNER JOIN
Konstrukcja typu INNER JOIN jest złączeniem warunkowym o postaci:
```
SELECT
 
kolumna1
,
 
kolumna2

FROM
 
tabela1
 
[
INNER
]
 
JOIN
 
tabela2

ON
 
wyrażenie_warunkowe

```

W zapytaniu słowo INNER jest opcjonalne. 
W wyniku tego złączenia pojawią się tylko te wiersze z tabela tabela1 i tabela2, które spełnią warunki wymienionie po klauzuli ON.
Jest ona odpowiednikiem znanej instrukcji:
```
SELECT
 
kolumna1
,
 
kolumna2
,
 
...,
kolumnaN

FROM
 
tabela1
,
 
tabela2
,
 
...,
tabelaN

WHERE
 
warunki
;

```

## Złączenie typu Self JOIN
O złączeniu Self JOIN mówimy, gdy po lewej i prawej stronie złączenia występuje ta sama tabela.
W tym typie złączeń niezbędne jest użycie aliasów.
```
SELECT
 
d1
.
nazwa
,
 
d2
.
nazwa

FROM
 
dzialy
 
d1
 
JOIN
 
dzialy
 
d2

USING
 
(
adres
)

WHERE
 
d1
.
nazwa
 
!=
 
d2
.
nazwa
;

```

```
SELECT
 
d1
.
nazwa
,
 
d2
.
nazwa

FROM
 
dzialy
 
d1
,
 
dzialy
 
d2

WHERE
 
d1
.
adres
 
=
 
d2
.
adres

AND
 
d1
.
nazwa
 
!=
 
d2
.
nazwa
;

```

Ostatnia linijka w kodzie zapobiega wyświetlaniu wierszy, w których w obu kolumnach będzie to
samo (sensem kodu jest wyświetlanie par tych oddziałów, które mają ten sam adres)
Inny przykład
```
SELECT
 
k1
.
nazwa
,
 
k2
.
nazwa
,
 
k2
.
prac_kontakt

FROM
 
klienci
 
k1
 
JOIN
 
klienci
 
k2

ON
 
(
k1
.
prac_kontaktowy
 
=
 
k2
.
prac_kontaktowy
)

WHERE
 
k1
.
nazwa
 
!=
 
k2
.
nazwa
;

```

```
SELECT
 
k1
.
nazwa
,
 
k2
.
nazwa
,
 
k2
.
prac_kontakt

FROM
 
klienci
 
k1
,
 
klienci
 
k2

WHERE
 
k1
.
prac_kontaktowy
 
=
 
k2
.
prac_kontaktowy

AND
 
k1
.
nazwa
 
!=
 
k2
.
nazwa
;

```

| nazwa      | nazwa      |
| ---------- | ---------- |
| księgowość | marketing  |
| marketing  | księgowość |

## Złączenie typu Equi-JOIN
Tak naprawdę jest to prawie każde złączenie, które do tej pory rozpatrywaliśmy. Charakteryzuje się
tym, że w warunku złączenia (czy to występującym w klauzuli ON czy też w warunku WHERE)
występuje znak równości.
```
SELECT
 
p
.
nazwisko
,
 
p1
.
nazwa

FROM
 
pracownicy
 
p
 
JOIN
 
projekty
 
p1

ON
 
p
.
id
 
=
 
p1
.
szef_projektu
;

```

```
SELECT
 
p
.
nazwisko
,
 
p1
.
nazwa

FROM
 
pracownicy
 
p
,
 
projekty
 
p1

WHERE
 
p
.
id
 
=
 
p1
.
szef_projektu
;

```

## Złączenie typu NATURAL JOIN
Ze złączeniem naturalnym mamy do czynienia, gdy obie kolumny występujące w warunku
łączącym są tej samej nazwy. W przypadku tego typu złączenia możemy stosować jedną z czterech
możliwych notacji. Najbardziej odradzaną jest notacja „NATURAL JOIN” gdyż może się trafić sytuacja gdy będzie więcej dopasowań kolumn
o tej samej nazwie niż jedna. Wówczas efekt jest nieokreślony (co w praktyce oznacza że każdy
system baz danych ma swój własny sposób poradzenia sobie z tym problemem).
```
SELECT
 
p
.
imie
,
 
p
.
nazwisko
,
 
d
.
nazwa

FROM
 
pracownicy
 
p
 
JOIN
 
dzialy
 
d

ON
 
p
.
id_dzialu
 
=
 
d
.
id_dzialu
;

```

```
SELECT
 
p
.
imie
,
 
p
.
nazwisko
,
 
d
.
nazwa

FROM
 
pracownicy
 
p
 
JOIN
 
dzialy
 
d

USING
 
(
id_dzialu
);

```

```
SELECT
 
imie
,
 
nazwisko
,
 
nazwa

FROM
 
pracownicy
 
p
 
NATURAL
 
JOIN
 
dzialy
 
d
;

```

```
SELECT
 
p
.
imie
,
 
p
.
nazwisko
,
 
d
.
nazwa

FROM
 
pracownicy
 
p
,
 
dzialy
 
d

WHERE
 
p
.
id_dzialu
 
=
 
d
.
id_dzialu
;

```

| p.imie | p.nazwisko | d.nazwa          |
| ------ | ---------- | ---------------- |
| Jan    | Kowalski   | Księgowość       |
| Adam   | Nowak      | Administracja IT |
| Halina | Szańska    | Programiści      |
| Anna   | Ryś        | Administracja IT |
| Piotr  | Lis        | Programiści      |
| Paweł  | Lis        | Programiści      |
| Jan    | Nowikowski | Marketing        |
| Adam   | Kot        | Programiści      |

## Złączenie typu Theta Join
Drugą stroną medalu dla równozłączeń są nierównozłączenia. Tym określeniem oznacza się
złączenia, w których w warunku występuje inny symbol porównania wartości niż =, np. >,
BETWEEN, !=
```
SELECT
 
p1
.
nazwa
,
 
p2
.
nazwa
,
 
p2
.
termin_oddania

FROM
 
projekty
 
p1
 
JOIN
 
projekty
 
p2

ON
 
(
p1
.
termin_oddania
 
>=
 
p2
.
termin_oddania
)

WHERE
 
p1
.
nazwa
 
=
 
'Statistica'
;

```

```
SELECT
 
p1
.
nazwa
,
 
p2
.
nazwa
,
 
p2
.
termin_oddania

FROM
 
projekty
 
p1
,
 
projekty
 
p2

WHERE
 
p1
.
termin_oddania
 
>=
 
p2
.
termin_oddania

AND
 
p1
.
nazwa
 
=
 
'Statistica'
;

```

| nazwa      | nazwa           | termin_oddania |
| ---------- | --------------- | -------------- |
| Statistica | Upgrade sprzętu | 10.01.2009     |
| Statistica | Statistica      | 20.02.2009     |

## Złączenie typu Anti Join
Jest to szczególny przypadek nierównozłączeń, w którym łącznikiem jest operator !=.
```
SELECT
 
d1
.
nazwa
,
 
d2
.
nazwa

FROM
 
dzialy
 
d1
 
JOIN
 
dzialy
 
d2

ON
 
d1
.
adres
 
!=
 
d2
.
adres
;

```

```
SELECT
 
d1
.
nazwa
,
 
d2
.
nazwa

FROM
 
dzialy
 
d1
,
 
dzialy
 
d2

WHERE
 
d1
.
adres
 
!=
 
d2
.
adres
;

```

## Złączenie typu Semi Join
O złączeniu częściowym mówimy, kiedy w klauzuli SELECT danego złączenia wymieniamy
kolumny tylko z jednej z tabel. Ten typ złączenia służy głównie jako sposób filtrowania informacji.
Zamiast tego typu często w tym samym celu stosuje się podzapytania.
```
SELECT
 
p
.
imie
,
 
p
.
nazwisko

FROM
 
pracownicy
 
p
 
JOIN
 
klienci
 
k

ON
 
p
.
id
 
=
 
k
.
prac_kontaktowy

WHERE
 
k
.
k_id
 
>=
 
3
;

```

```
SELECT
 
p
.
imie
,
 
p
.
nazwisko

FROM
 
pracownicy
 
p
,
 
klienci
 
k

WHERE
 
p
.
id
 
=
 
k
.
prac_kontaktowy

AND
 
k
.
k_id
 
>=
 
3
;

```

| imię | nazwisko   |
| ---- | ---------- |
| Jan  | Nowikowski |
| Adam | Kot        |

Inny przykład:
```
SELECT
 
p
.
imie
,
 
p
.
nazwisko

FROM
 
pracownicy
  
JOIN
 
projekty
 
p1

ON
 
p
.
id
 
=
 
p1
.
szef_projektu

WHERE
 
p1
.
termin_oddania
 
>=
 
'01-JUL-2008'
;

```

```
SELECT
 
p
.
imie
,
 
p
.
nazwisko

FROM
 
pracownicy
 
p
,
 
projekty
 
p1

WHERE
 
p
.
id
 
=
 
p1
.
szef_projektu

AND
 
p1
.
termin_oddania
 
>=
 
'01-JUL-2008'
;

```

## Złączenie typu CROSS JOIN
Złączenie CROSS JOIN jest to tzw. złączenie krzyżowe, którego ogólna postać wygląda następująco:
```
SELECT
 
kolumna1
,
 
kolumna2
,
 
...,
 
kolumnaN

FROM
 
tabela1
 
CROSS
 
JOIN
 
tabela2
;

```

gdzie N oznacza ostatnią kolumnę tabeli.
Wykonuje ono iloczyn kartezjański na podstawie łączonych tabel, inaczej mówiąc łączy każdy wiersz tabeli tabela1
z każdym wierszem tabeli tabela2. 
Jest ona odpowiednikiem znanej instrukcji:
```
SELECT
 
kolumna1
,
 
kolumna2
,
 
...,
kolumnaN

FROM
 
tabela1
,
 
tabela2

```

Przykład
```
SELECT
 
d
.
id_dzialu
,
 
p
.
p_id

FROM
 
dzialy
 
d
 
CROSS
 
JOIN
 
projekty
 
p
;

```

```
SELECT
 
d
.
id_dzialu
,
 
p
.
p_id

FROM
 
dzialy
 
d
,
 
projekty
 
p
;

```

| id_dzialy | p_id |
| --------- | ---- |
| 1         | it1  |
| 2         | it1  |
| 3         | it1  |
| 4         | it1  |
| 1         | p1   |
| 2         | p1   |
| 3         | p1   |
| 4         | p1   |
| 1         | p2   |
| 2         | p2   |
| 3         | p2   |
| 4         | p2   |

## Złączenie typu LEFT OUTER JOIN
Złączenie typu LEFT OUTER JOIN pozwala nam na uwzględnienie w wyniku danych, które nie posiadają swoich odpowiedników w złączanych tabelach.
Oznacza to, że jeśli w pierwszej tabeli pojawiają się wiersze, które nie posiadają odpowiedników w drugiej tabeli to zostaną wzięte pod uwagę podczas złączenia ale puste kolumny zostaną wypełnione wartościami NULL.
Konstrukcja typu LEFT OUTER JOIN:
```
SELECT
 
kolumna1
,
 
kolumna2
,
 
...,
kolumnaN

FROM
 
tabela1
 
LEFT
 
[
OUTER
]
 
JOIN
 
tabela2

ON
 
wyrażenie_warunkowe

```

Słowo OUTER jest tutaj opcjonalne.
(inna wersja Oracle)
```
SELECT
 
k
.
nazwa
,
 
p
.
imie
,
 
p
.
nazwisko

FROM
 
klienci
 
k
,
pracownicy
 
p

WHERE
 
k
.
prac_kontaktowy
 
=
 
p
.
id
 
(
+
);

```

| nazwa             | imie  | nazwisko   |
| ----------------- | ----- | ---------- |
| Acme S.A.         | Jan   | Nowikowski |
| Społem S.A.       | Piotr | Lis        |
| Józef Miałkowski  | Jan   | Nowikowski |
| Statics Sp.z o.o. | Adam  | Kot        |
| Zenon Kruk        | NULL  | NULL       |

## Złączenie typu RIGHT OUTER JOIN
Złączenie typu RIGHT OUTER JOIN działa analogicznie do LEFT OUTER JOIN ale w tabeli wynikowej uwzględnia wiersze z drugiej tabeli,
które nie posiadają odpowiedników w pierwszej.
Konstrukcja typu RIGHT OUTER JOIN:
```
SELECT
 
kolumna1
,
 
kolumna2
,
 
...,
kolumnaN

FROM
 
tabela1
 
RIGHT
 
[
OUTER
]
 
JOIN
 
tabela2

ON
 
wyrażenie_warunkowe

```

Słowo OUTER jest tutaj opcjonalne.
(inna wersja Oracle)
```
SELECT
 
k
.
nazwa
,
 
p
.
imie
,
 
p
.
nazwisko

FROM
 
klienci
 
k
,
pracownicy
 
p

WHERE
 
k
.
prac_kontaktowy
 
(
+
)
 
=
 
p
.
id
;

```

| nazwa             | imie   | nazwisko   |
| ----------------- | ------ | ---------- |
| Acme S.A.         | Jan    | Nowikowski |
| Społem S.A.       | Piotr  | Lis        |
| Józef Miałkowski  | Jan    | Nowikowski |
| Statics Sp.z o.o. | Adam   | Kot        |
| NULL              | Jan    | Kowalski   |
| NULL              | Adam   | Nowak      |
| NULL              | Halina | Szańska    |
| NULL              | Anna   | Ryś        |
| NULL              | Paweł  | Lis        |

## Złączenie typu FULL OUTER JOIN
Złączenie obustronne jest w pewnym sensie sumą złączenia lewostronnego i prawostronnego.
Zawiera wszystkie wiersze obu złączonych tabel, w tym te które nie mają swoich odpowiedników.
W tym typie
```
SELECT
 
k
.
nazwa
,
 
p
.
imie
,
 
p
.
nazwisko

FROM
 
klienci
 
k
 
FULL
 
OUTER
 
JOIN
 
pracownicy
 
p

ON
 
(
k
.
prac_kontaktowy
 
=
 
p
.
id
);

```

| nazwa             | imię   | nazwisko   |
| ----------------- | ------ | ---------- |
| Acme S.A.         | Jan    | Nowikowski |
| Społem S.A.       | Piotr  | Lis        |
| Józef Miałkowski  | Jan    | Nowikowski |
| Statics Sp.z o.o. | Adam   | Kot        |
| Zenon Kruk        | NULL   | NULL       |
| NULL              | Jan    | Kowalski   |
| NULL              | Adam   | Nowak      |
| NULL              | Halina | Szańska    |
| NULL              | Anna   | Ryś        |
| NULL              | Paweł  | Lis        |

Inny przykład:
```
SELECT
 
p
.
nazwa
 
as
 
projekt
,
 
p
.
szef_projektu
,
 
k
.
nazwa
,
 
k
.
prac_kontaktowy

FROM
 
projekty
 
p
 
FULL
 
OUTER
 
JOIN
 
klienci
 
k

ON
 
(
p
.
szef_projektu
 
=
 
k
.
prac_kontaktowy
);

```